# Āb Jahān
Āb Jahān (persiska: آب خهان) är en ort i Iran.   Den ligger i provinsen Khorasan, i den nordöstra delen av landet, 600 km öster om huvudstaden Teheran. Āb Jahān ligger 1 601 meter över havet och antalet invånare är 388.
Terrängen runt Āb Jahān är kuperad. Runt Āb Jahān är det ganska glesbefolkat, med 38 invånare per kvadratkilometer. Närmaste större samhälle är Khomār Tāj, 15,5 km söder om Āb Jahān. Trakten runt Āb Jahān består i huvudsak av gräsmarker.